# 黑樂茶碗 (銘·尼寺)
黑樂茶碗 銘尼寺屬於茶道用具中的茶碗，為樂燒的代表作品之一。茶碗的高8.2公分， 口徑9.8公分，收藏於東京國立博物館，為長次郎最早期的作品之一，於天正14年為千利休所燒製。
此碗口延內缩，造型歪斜，高台矮小寬大，有切口，胎體厚重，器身有鐵鉗痕跡，但因是黑色故不明顯。 器身厚施鉛釉，於高達一千兩百度的還原焰下燒製，釉色黑中帶褐，柔軟無光澤，盛裝抹茶時顏色變化萬千耐人尋味，此為長次郎黑樂碗的特色。 雖未列入國寶之列，已頗有後期黑樂茶碗具有的質樸禪意。

## 來源
1. ↑   滿岡忠成. . 日本: 学習研究社. 1978: 143. ISBN 9784050029327 （日语）.